# Earl's Bu

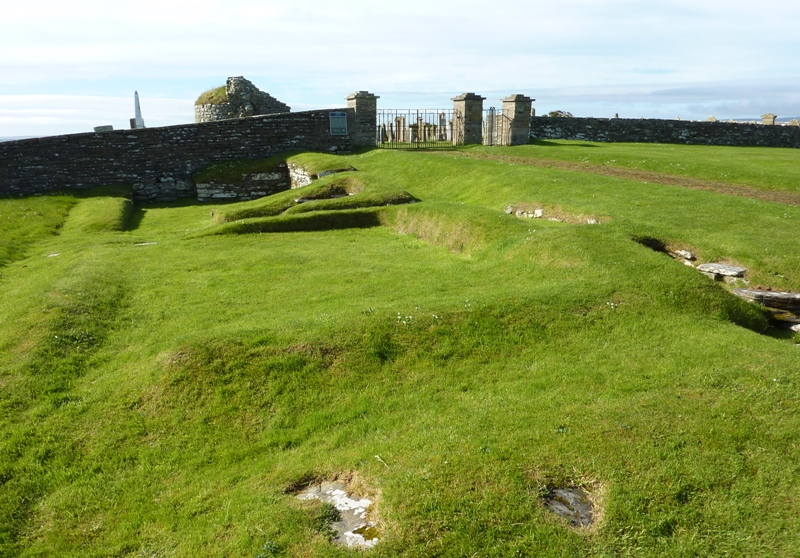
Earl's Bu gezien vanuit het noorden. Op de achtergrond de begraafplaats met Orphir Church.

De Earl's Bu is de ruïne van een twaalfde-eeuwse residentie van een jarl (graaf) van de Vikingen, gelegen in Orphir op Mainland, een van de Schotse Orkney-eilanden.

## Geschiedenis
In de Orkneyinga saga wordt de residentie van een jarl te Orphir beschreven. Deze residentie was een hal, ook wel drinkhal genoemd of Bu die zich naast Orphir Church bevond.
In 1859 werden er naast Orphir Church fundamenten van een gebouw gevonden. Hoogstwaarschijnlijk zijn deze fundamenten de restanten van de drinkhal die in de saga beschreven wordt.
Deze fundamenten konden echter niet met zekerheid gedateerd worden in dezelfde periode van de kerk.
In de Orkneyinga saga wordt verhaald hoe omstreeks kerstmis 1127 jarl Harald Haakonsson in zijn residentie te Orphir sterft door het aantrekken van vergiftigde kleding, die zijn moeder en zijn tante eigenlijk hadden gemaakt voor jarl Paul Haakonsson.
De residentie wordt ook genoemd in gebeurtenissen die plaatsvonden omstreeks kerstmis 1136. In de hal van jarl Paul wordt Svein Breast-Rope vermoord door Svein Asleifarson. Asleifarson kwam tot deze daad omdat hij vernam dat de ander moordplannen tegen hem beraamde.
In de jaren vijftig van de twaalfde eeuw werd er door drie jarls aanspraak gemaakt op de Orkney-eilanden. De saga verhaalt hoe in 1154 jarl Harald Maddadsson zich in de residentie van jarl Rognvald te Orphir verstopte voor jarl Erlend Haraldsson nadat deze hem had overvallen. Later in dat jaar werd jarl Erlend vermoord. In 1158 werd jarl Rognvald vermoord, waarmee Harald uiteindelijk de enige jarl van Orkney werd.

## Bouw
De Earl's Bu is gelegen ten noorden van de begraafplaats waar de ruïne van Orphir Church staat.
De fundamenten bestaan voornamelijk uit met turf bedekte muren met een hoogte van 0,2 tot 1 meter en een breedte van 0,5 tot 1 meter. De Earl's Bu was een lang rechthoekig gebouw. De toegang bevond zich vermoedelijk nabij het zuidelijk uiteinde van de oostelijke muur. Het gebouw is grofweg vijftien meter lang en zes meter breed. De lengteas van het gebouw ligt op de lijn noord-zuid.
In de Orkneyinga saga wordt verteld dat er een grootse drinkhal was bij Orphir met een deur in de zuidelijke muur nabij de oostelijke gevel en dat op korte afstand voor de hal een prachtige kerk stond. Aan de linkerzijde van de ingang van de hal bevond een grote, platte steen met erachter een groot aantal grote biervaten. Tegenover de deur was de woonruimte.

## Beheer
De Earl's Bu wordt beheerd door Historic Environment Scotland. Vlakbij bevindt zich een bezoekerscentrum van de Orkney Islands Council waar de geschiedenis van de archeologische opgravingen bij de Earl's Bu en Orphir Church worden toegelicht.